# أباطي
أباطي هي قرية في مقاطعة خوي، إيران. يقدر عدد سكانها بـ 74 نسمة بحسب إحصاء 2016.